# Ту-Харборс (город, Миннесота)
Ту-Харборс (англ. Two Harbors) — город в округе Лейк, штат Миннесота, США. На площади 8,3 км² (8,3 км² — суша, водоёмов нет), согласно переписи 2002 года, проживают 3613 человек. Плотность населения составляет 432,7 чел./км².
- Телефонный код города — 218
- Почтовый индекс — 55616
- FIPS-код города — 27-65956[1]
- GNIS-идентификатор — 0658799[2]